# Gran Premio della Malesia 2002
Il Gran Premio della Malesia 2002 è stato un Gran Premio di Formula 1 disputato il 17 marzo 2002 sul circuito di Sepang. La gara fu vinta da Ralf Schumacher su Williams-BMW davanti al compagno di squadra Juan Pablo Montoya e a Michael Schumacher su Ferrari.

## Vigilia

### Aspetti tecnici
Il clima caldo e umido del circuito malese spinse molte scuderie a praticare aperture aggiuntive nelle fiancate delle proprie monoposto, in modo da migliorare il raffreddamento delle componenti interne. La Ferrari, in attesa del debutto ormai imminente della F2002, schierò nuovamente due F2001 modificate per Michael Schumacher e Barrichello, sulle cui fiancate furono aperti degli sfoghi supplementari, di dimensioni maggiori sul lato destro. La scuderia più attiva fu la Renault, che utilizzò in gara una versione potenziata del proprio propulsore (riservata alle sole qualifiche in Australia) e portò in pista un nuovo alettone posteriore e un nuovo profilo estrattore.

### Aspetti sportivi
La Phoenix Finance provò a presentarsi al Gran Premio, spedendo in Malesia due telai Prost equipaggiati con motori Hart del 1998 ed i retrotreni delle vetture biposto della Arrows. Si presentarono a Sepang anche Tarso Marques e Gastón Mazzacane, oltre ad un gruppo di 30 persone formato da ex personale Prost e TWR. Tuttavia, le vetture furono bloccate alla dogana perché non riconosciute come facenti parte degli accordi che permettono ai team di Formula 1 di trasportare le proprie monoposto dentro e fuori i vari Paesi senza pagare tasse e la FIA non riconobbe la validità del passaggio di proprietà dell'iscrizione della Prost al mondiale 2002 alla Phoenix, escludendola dal campionato.

## Prove libere

### Risultati
Nella prima sessione di prove di venerdì i risultati furono i seguenti:
| Pos | No | Pilota             | Costruttore       | Tempo    |
| --- | -- | ------------------ | ----------------- | -------- |
| 1   | 1  | Michael Schumacher | Ferrari           | 1'38"626 |
| 2   | 2  | Rubens Barrichello | Ferrari           | 1'39"602 |
| 3   | 7  | Nick Heidfeld      | Sauber - Petronas | 1'41"124 |

Nella seconda sessione di prove di venerdì i risultati furono i seguenti:
| Pos | No | Pilota             | Costruttore        | Tempo    |
| --- | -- | ------------------ | ------------------ | -------- |
| 1   | 4  | Kimi Räikkönen     | McLaren - Mercedes | 1'37"399 |
| 2   | 3  | David Coulthard    | McLaren - Mercedes | 1'38"038 |
| 3   | 1  | Michael Schumacher | Ferrari            | 1'38"490 |

Nella sessione di prove di sabato mattina i risultati furono i seguenti:
| Pos | No | Pilota             | Costruttore        | Tempo    |
| --- | -- | ------------------ | ------------------ | -------- |
| 1   | 6  | Juan Pablo Montoya | Williams - BMW     | 1'36"556 |
| 2   | 4  | Kimi Räikkönen     | McLaren - Mercedes | 1'36"648 |
| 3   | 5  | Ralf Schumacher    | Williams - BMW     | 1'36"689 |

## Qualifiche

### Resoconto
Michael Schumacher ottenne la prima pole position stagionale (150ª per la Ferrari), precedendo di poco più di due decimi Montoya. Il colombiano si dovette accontentare della seconda posizione nonostante avesse fatto segnare i tempi migliori sia nel secondo che nel terzo settore della pista. Barrichello e Ralf Schumacher, rispettivamente terzo e quarto, non si avvicinarono alle prestazioni dei rispettivi compagni di squadra, dai quali risultarono staccati di circa sei decimi. La McLaren dovette accontentarsi della terza fila, con Räikkönen davanti a Coulthard. Le monoposto di Woking pagarono un distacco di oltre un secondo dalla pole position di Schumacher.
Heidfeld fece segnare il settimo tempo, davanti a Button, Fisichella e Salo, alla guida di una Toyota sorprendentemente competitiva nel secondo Gran Premio della sua storia. Continuarono invece le difficoltà della Jaguar, che vide i propri piloti relegati nelle ultime file.

### Risultati
| Pos | No | Pilota                | Costruttore        | Pneumatici | Tempo    | Distacco |
| --- | -- | --------------------- | ------------------ | ---------- | -------- | -------- |
| 1   | 1  | Michael Schumacher    | Ferrari            | B          | 1'35"266 |          |
| 2   | 6  | Juan Pablo Montoya    | Williams - BMW     | M          | 1'35"497 | +0"231   |
| 3   | 2  | Rubens Barrichello    | Ferrari            | B          | 1'35"891 | +0"625   |
| 4   | 5  | Ralf Schumacher       | Williams - BMW     | M          | 1'36"028 | +0"762   |
| 5   | 4  | Kimi Räikkönen        | McLaren - Mercedes | M          | 1'36"468 | +1"202   |
| 6   | 3  | David Coulthard       | McLaren - Mercedes | M          | 1'36"477 | +1"211   |
| 7   | 7  | Nick Heidfeld         | Sauber - Petronas  | B          | 1'37"199 | +1"933   |
| 8   | 15 | Jenson Button         | Renault            | M          | 1'37"245 | +1"979   |
| 9   | 9  | Giancarlo Fisichella  | Jordan - Honda     | B          | 1'37"536 | +2"270   |
| 10  | 24 | Mika Salo             | Toyota             | M          | 1'37"694 | +2"428   |
| 11  | 20 | Heinz-Harald Frentzen | Arrows - Cosworth  | B          | 1'37"919 | +2"653   |
| 12  | 14 | Jarno Trulli          | Renault            | M          | 1'37"920 | +2"654   |
| 13  | 11 | Jacques Villeneuve    | BAR - Honda        | B          | 1'38"039 | +2"773   |
| 14  | 8  | Felipe Massa          | Sauber - Petronas  | B          | 1'38"057 | +2"791   |
| 15  | 10 | Takuma Satō           | Jordan - Honda     | B          | 1'38"141 | +2"875   |
| 16  | 21 | Enrique Bernoldi      | Arrows - Cosworth  | B          | 1'38"284 | +3"018   |
| 17  | 17 | Pedro de la Rosa      | Jaguar - Ford      | M          | 1'38"374 | +3"108   |
| 18  | 12 | Olivier Panis         | BAR - Honda        | B          | 1'38"390 | +3"124   |
| 19  | 25 | Allan McNish          | Toyota             | M          | 1'38"959 | +3"693   |
| 20  | 16 | Eddie Irvine          | Jaguar - Ford      | M          | 1'39"121 | +3"855   |
| 21  | 23 | Mark Webber           | Minardi - Asiatech | M          | 1'39"454 | +4"188   |
| 22  | 22 | Alex Yoong            | Minardi - Asiatech | M          | 1'40"158 | +4"892   |

## Warm up
Nel warm up di domenica mattina i migliori tempi furono i seguenti:
| Pos | No | Pilota             | Costruttore        | Tempo    |
| --- | -- | ------------------ | ------------------ | -------- |
| 1   | 2  | Rubens Barrichello | Ferrari            | 1'39"611 |
| 2   | 1  | Michael Schumacher | Ferrari            | 1'39"748 |
| 3   | 3  | David Coulthard    | McLaren - Mercedes | 1'39"753 |

## Gara

### Resoconto
Alla partenza la Arrows di Frentzen rimase ferma sullo schieramento. La vettura del tedesco fu riportata tempestivamente ai box, da dove ripartì con due tornate di ritardo sul gruppo.
Alla prima curva Montoya, partito meglio del rivale, affiancò all'esterno Michael Schumacher. I due vennero a contatto e il pilota tedesco perse l'alettone anteriore, mentre il colombiano finì nella via di fuga, rientrando in pista in undicesima posizione. Passò quindi al comando Barrichello, seguito da Ralf Schumacher e dalle due McLaren di Räikkönen e Coulthard. Nel corso del secondo giro Sato, in decima posizione, tamponò violentemente il compagno di squadra Fisichella. Entrambi furono costretti ai box per le riparazioni, che nel caso del pilota romano si protrassero per oltre quattro minuti. Anche Schumacher effettuò una sosta per sostituire il musetto danneggiato, tornando in pista nelle retrovie. Montoya approfittò dell'incidente tra le due Jordan e sopravanzò Salo, Trulli (rallentato da problemi tecnici che lo costrinsero al ritiro dopo poche tornate) e Button, risalendo fino al sesto posto. Il colombiano fu, però, ritenuto responsabile dai commissari di gara per l'incidente con Schumacher e penalizzato con un drive-through, che effettuò al nono passaggio, perdendo tre posizioni.
Al 13º giro Coulthard cominciò ad accusare problemi al propulsore. Lo scozzese subì diversi sorpassi, ritirandosi poco più tardi. Al quarto posto si trovò quindi Heidfeld, seguito da Button e Salo. Al 19º giro Michael Schumacher si fermò ai box insieme ad Heidfeld, mentre due tornate più tardi fecero lo stesso Montoya e Barrichello. Al 24º giro cedette il motore anche sulla McLaren di Räikkönen, risalito fino alla seconda posizione grazie a ritiri e rifornimenti degli avversari. Button conquistò così la terza posizione, alle spalle di Barrichello e Ralf Schumacher. Sia il pilota della Renault che quello della Williams erano partiti con la tattica di un unico pit stop, che effettuarono contemporaneamente nel corso della 31ª tornata. Barrichello recuperò il comando della corsa per quattro giri, fermandosi poi per la seconda volta ai box. Il brasiliano tornò in pista in seconda posizione, ma le sue residue possibilità di vittoria svanirono nel corso del 40º giro, quando sulla sua Ferrari esplose il motore.
Ralf Schumacher rimase quindi senza rivali per la vittoria, mentre alle sue spalle Button dovette difendere la seconda posizione dai rimontanti Montoya e Michael Schumacher. Il colombiano si liberò del pilota della Renault nel corso del 44º giro, mentre Schumacher, pur essendo molto più veloce del rivale, riuscì a raggiungerlo e superarlo solo ad un giro dalla fine, quando sulla Renault dell'inglese cedette la sospensione posteriore. Nonostante questo inconveniente Button riuscì a concludere la corsa con un ottimo quarto posto; dietro di lui si piazzarono le due Sauber di Heidfeld e di Massa, che conquistò il primo punto iridato alla seconda gara della carriera. La Williams ottenne la sua prima doppietta dal Gran Premio del Portogallo 1996.

### Risultati
| Pos      | No | Pilota                | Costruttore        | Pneumatici | Giri | Tempo/Ritiro e posizione al ritiro | Partenza | Punti |
| -------- | -- | --------------------- | ------------------ | ---------- | ---- | ---------------------------------- | -------- | ----- |
| 1        | 5  | Ralf Schumacher       | Williams - BMW     | M          | 56   | 1h34'12"912                        | 4        | 10    |
| 2        | 6  | Juan Pablo Montoya    | Williams - BMW     | M          | 56   | +39"700                            | 2        | 6     |
| 3        | 1  | Michael Schumacher    | Ferrari            | B          | 56   | +1'01"795                          | 1        | 4     |
| 4        | 15 | Jenson Button         | Renault            | M          | 56   | +1'09"767                          | 8        | 3     |
| 5        | 7  | Nick Heidfeld         | Sauber - Petronas  | B          | 55   | +1 giro                            | 7        | 2     |
| 6        | 8  | Felipe Massa          | Sauber - Petronas  | B          | 55   | +1 giro                            | 14       | 1     |
| 7        | 25 | Allan McNish          | Toyota             | M          | 55   | +1 giro                            | 19       |       |
| 8        | 11 | Jacques Villeneuve    | BAR - Honda        | B          | 55   | +1 giro                            | 13       |       |
| 9        | 10 | Takuma Satō           | Jordan - Honda     | B          | 54   | +2 giri                            | 15       |       |
| 10       | 17 | Pedro de la Rosa      | Jaguar - Ford      | M          | 54   | +2 giri                            | 17       |       |
| 11       | 20 | Heinz-Harald Frentzen | Arrows - Cosworth  | B          | 53   | +3 giri                            | 11       |       |
| 12       | 24 | Mika Salo             | Toyota             | M          | 53   | +3 giri                            | 10       |       |
| 13       | 9  | Giancarlo Fisichella  | Jordan - Honda     | B          | 53   | +3 giri                            | 9        |       |
| Ritirato | 2  | Rubens Barrichello    | Ferrari            | B          | 39   | Motore (2°)                        | 3        |       |
| Ritirato | 23 | Mark Webber           | Minardi - Asiatech | M          | 34   | Impianto elettrico (11°)           | 21       |       |
| Ritirato | 16 | Eddie Irvine          | Jaguar - Ford      | M          | 30   | Impianto idraulico (12°)           | 20       |       |
| Ritirato | 22 | Alex Yoong            | Minardi - Asiatech | M          | 29   | Cambio (14°)                       | 22       |       |
| Ritirato | 4  | Kimi Räikkönen        | McLaren - Mercedes | M          | 24   | Motore (4°)                        | 5        |       |
| Ritirato | 21 | Enrique Bernoldi      | Arrows - Cosworth  | B          | 20   | Pompa benzina (8°)                 | 16       |       |
| Ritirato | 3  | David Coulthard       | McLaren - Mercedes | M          | 15   | Motore (9°)                        | 6        |       |
| Ritirato | 12 | Olivier Panis         | BAR - Honda        | B          | 9    | Frizione (13°)                     | 18       |       |
| Ritirato | 14 | Jarno Trulli          | Renault            | M          | 9    | Surriscaldamento motore (18°)      | 12       |       |

## Classifiche

### Piloti
| Pos. | Pilota             | Punti |
| ---- | ------------------ | ----- |
| 1    | Michael Schumacher | 14    |
| 2    | Juan Pablo Montoya | 12    |
| 3    | Ralf Schumacher    | 10    |
| 4    | Kimi Räikkönen     | 4     |
| 5    | Jenson Button      | 3     |
| 5    | Eddie Irvine       | 3     |
| 7    | Mark Webber        | 2     |
| 7    | Nick Heidfeld      | 2     |
| 9    | Mika Salo          | 1     |
| 9    | Felipe Massa       | 1     |

### Costruttori
| Pos. | Team               | Punti |
| ---- | ------------------ | ----- |
| 1    | Williams - BMW     | 22    |
| 2    | Ferrari            | 14    |
| 3    | McLaren - Mercedes | 4     |
| 4    | Jaguar - Ford      | 3     |
| 4    | Renault            | 3     |
| 4    | Sauber - Petronas  | 3     |
| 7    | Minardi - Asiatech | 2     |
| 8    | Toyota             | 1     |